# Samuel Marsden
Samuel Marsden (ur. w 1764 w Horsforth w pobliżu Leeds, zm. 12 maja 1838 w Nowej Południowej Walii) – brytyjski misjonarz w Australii i Nowej Zelandii, podróżnik.
Pochodził z rodziny kupieckiej. Po ukończeniu szkół w Hull pracował przez krótki czas dla ojca, a następnie uzyskał stypendium uniwersytetu Cambridge, gdzie podjął studia w roku 1790. Jeszcze w czasie studiów odebrał pierwsze święcenia kapłańskie w Kościele anglikańskim, a w roku 1793 został mianowany przez władze pierwszym kapelanem kolonii karnej w Nowej Południowej Walii.
W marcu 1794 Marsden wylądował w osadzie Parramatta w okolicach dzisiejszego Sydney. Jego zadaniem było nie tylko niesienie posługi duszpasterskiej zastanym więźniom, ale także utworzenie duszpasterstwa kobiet-więźniarek i objęcie opieką sierot i nieślubnych dzieci kolonii, dla których utworzył szkołę.
W roku 1807 wrócił do Anglii, gdzie został przedstawiony królowi Jerzemu III, któremu przedłożył sprawozdanie z postępów jakie czyniło osadnictwo w Australii. Król w zamian obdarował go pięcioma owcami rasy merynos, które stały się podstawą późniejszych wielkich stad australijskich owiec.
W roku 1814 Marsden wynajął statek Active, na pokładzie którego dwaj misjonarze wyruszyli ku Nowej Zelandii. Byli pierwszymi misjonarzami europejskimi na wyspach. Wkrótce po nich na Nowej Zelandii zjawił się (w towarzystwie sześciu maoryskich wodzów z Parramatty) sam Marsden. Uzyskał zgodę Maorysów na utworzenie pierwszej misji chrześcijańskiej na Wyspie Północnej.
W ciągu następnych dwudziestu trzech lat Marsden odbył siedem dalszych podróży z Australii do Nowej Zelandii. Jakkolwiek głównym jego zadaniem było nawracanie Maorysów, znalazł również czas na eksploracje Wyspy Północnej. Szczególnie dokładnie zbadał tereny pomiędzy Zatoką Obfitości (ang. Bay of Plenty) a Zatoką Tamizy (ang. Firth of Thames) – wąski pas lądu łączący cypel północny z resztą wyspy. Tam, w latach czterdziestych XIX wieku powstało miasto Auckland, późniejsza stolica Nowej Zelandii. Podczas swej ostatniej podróży w roku 1837 pośredniczył w negocjacjach, które doprowadziły do zawarcia traktatu pokojowego z Maorysami, a tym samym powstania pierwszej stałej osady na wyspach.
Nazywany powszechnie "nowozelandzkim apostołem" wielebny Samuel Marsden był znany także jako "biczujący klecha" (ang. Flogging Parson) ze względu na nieubłagany stosunek do buntujących się skazańców (zwłaszcza irlandzkich katolików), z których składała się większość społeczności kolonii australijskich. We wstępnym okresie kolonizacji stał się jednym z największych posiadaczy ziemskich w stanie Nowa Południowa Walia i protoplastą jednego z dominujących w Australii rodów.